# Antonín František Bečvařovský
Antonín František Bečvařovský, en allemand Anton Felix Beczwarzowsky est un compositeur, organiste et pianiste de Bohème centrale, né le 9 avril 1754 à Mladá Boleslav et mort le 15 mai 1823 à Berlin.  

## Biographie
Élève de Jan Křtitel Kuchař (en), il est d'abord organiste à l'église Saint-Jacques-le-Majeur de Prague. En 1779, il obtient le poste à l'église principale (de) de Wolfenbüttel. Il exerce aussi comme chef d'orchestre à Brunswick. Il vit d'abord à Bamberg à partir de 1796 avant de s'installer définitivement à Berlin en 1799.
Bečvařovský est surtout connu en tant qu'auteur-compositeur, principalement grâce à ses compositions sur l'œuvre de Theodor Körner, Leyer und Schwerdt (La Lyre et l'Épée). Il a également composé des concertos pour piano et des sonates.